# 拉多維奇 (伊瓦尼奇區)
50°39′42″N 24°26′49″E / 50.66167°N 24.44694°E
拉多維奇（烏克蘭語：Радовичі），是烏克蘭的村落，位於該國西部沃倫州，由沃洛德米爾區負責管轄，始建於1444年，面積9.2平方公里，海拔高度194米，2001年人口451，人口密度每平方公里49.02人。